# Canton de Valleraugue
Le canton de Valleraugue est une ancienne division administrative française du département du Gard, dans l'arrondissement du Vigan.

## Composition
| Nom                        | Code Insee | Intercommunalité            | Superficie (km2) | Population (dernière pop. légale) | Densité (hab./km2) |
| -------------------------- | ---------- | --------------------------- | ---------------- | --------------------------------- | ------------------ |
| Valleraugue (chef-lieu)    | 30339      | CC Causses Aigoual Cévennes | 78,35            | 1 044 (2014)                      | 13                 |
| Notre-Dame-de-la-Rouvière  | 30190      | CC Causses Aigoual Cévennes | 16,49            | 426 (2014)                        | 26                 |
| Saint-André-de-Majencoules | 30229      | CC Causses Aigoual Cévennes | 21,79            | 614 (2014)                        | 28                 |

## Photographies du canton

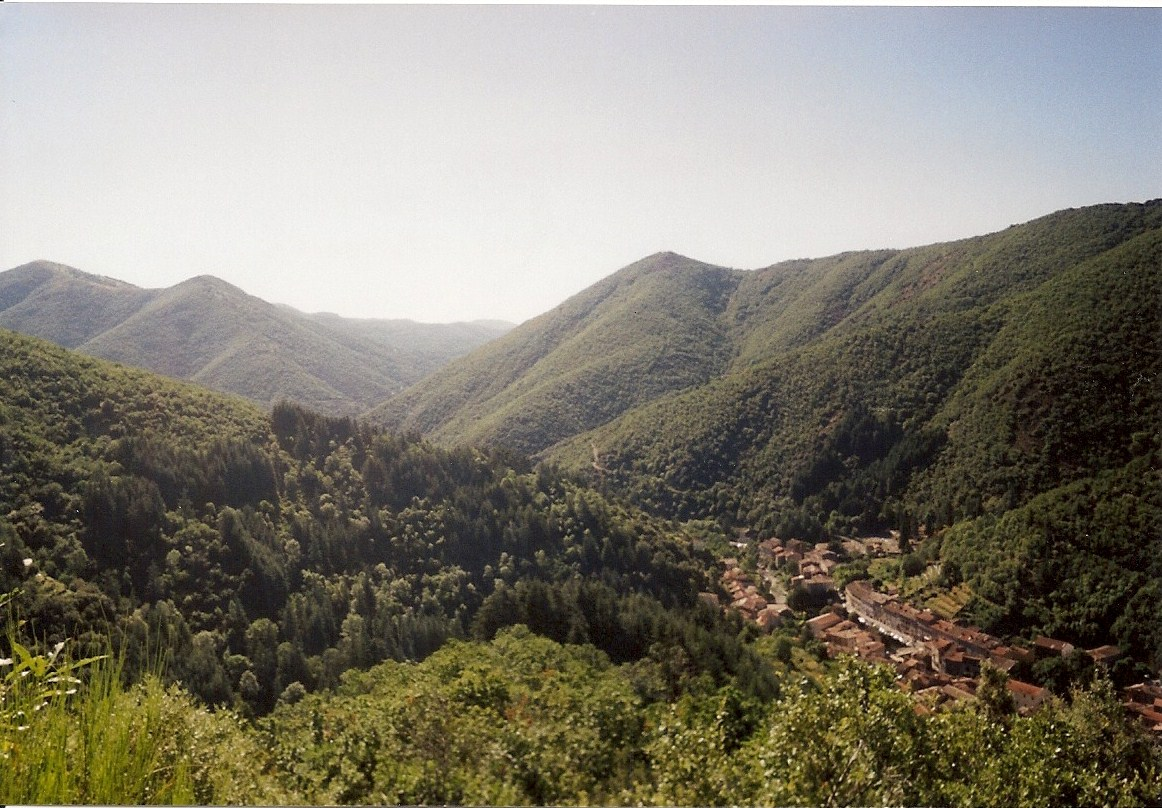
Vue du village de Valleraugue depuis le sentier des 4000 marches.
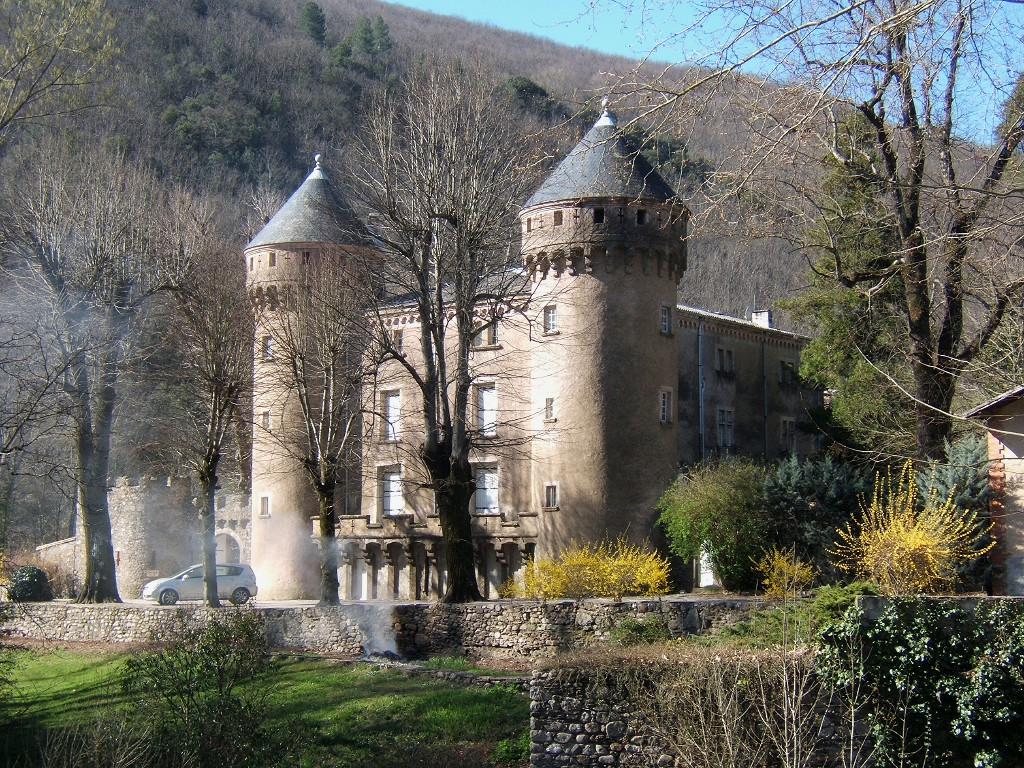
Le château du Rey à Saint-André-de-Majencoules (Pont d'Hérault).
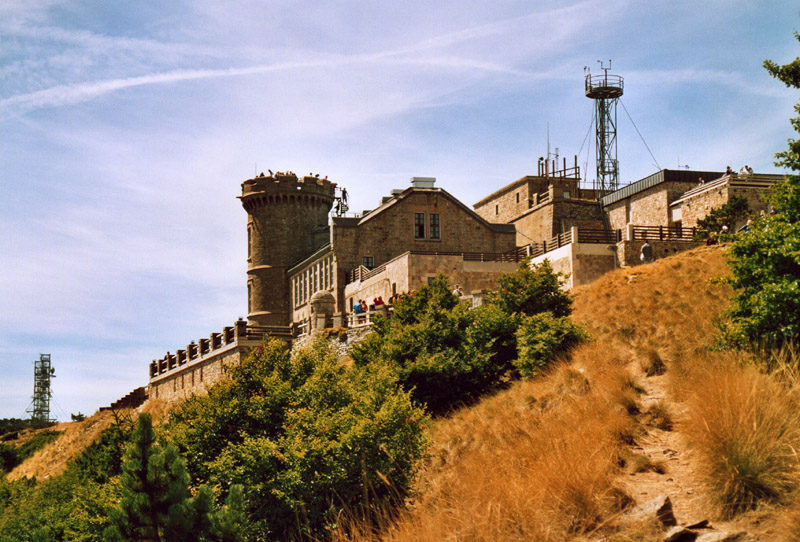
L'observatoire météorologique du mont Aigoual à Valleraugue.
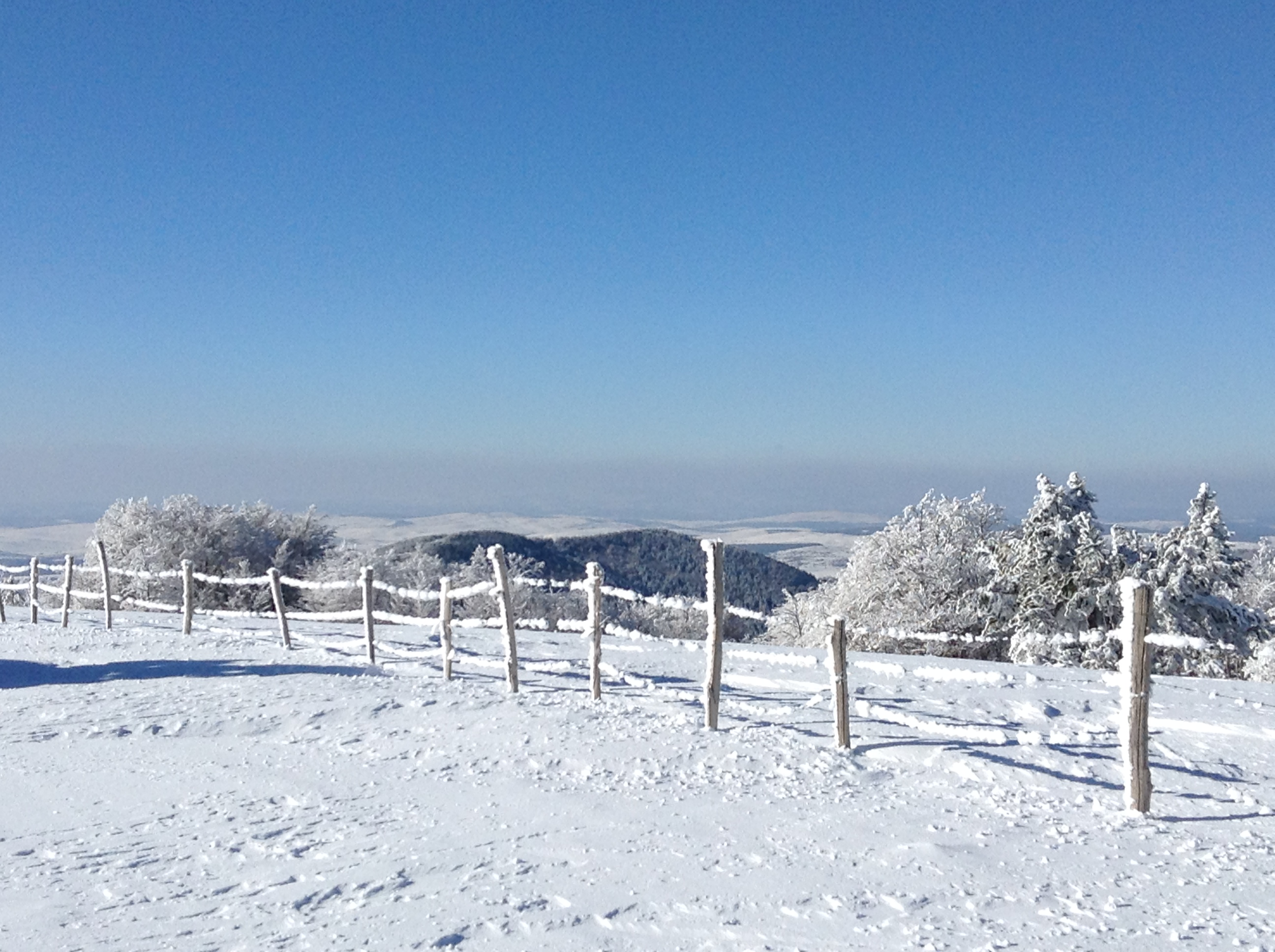
Vue depuis la piste ski de fond à Prat Peyrot sur le Mont Aigoual (Gard).

## Représentation

### Conseillers d'arrondissement (de 1833 à 1940)
| Période                                  | Période | Identité                    | Étiquette                | Qualité |
| ---------------------------------------- | ------- | --------------------------- | ------------------------ | --- |
| 1833                                     | 1848    | Gustave Teulon (1797-1877)  |                          | Avocat, maire de Valleraugue                                                                                |
| 1848                                     | 1874    | Louis de Lomède (1805-1875) |                          | Magistrat, maire de Saint-André                                                                             |
| 1874                                     | 1880    | Auguste Portales            | Monarchiste              | Expert-géomètre, propriétaire à Saint-André                                                                 |
| 1880                                     | 1892    | Paul Carrière               |                          | Filateur de soie à Saint-André                                                                              |
| 1892                                     | 1898    | Louis Perrier               | Républicain              | Médecin à Valleraugue                                                                                       |
| 1898                                     | 1907    | Léonce Metge                |                          | Propriétaire à Saint-André                                                                                  |
| 1907                                     | 1910    | Adolphe Sahuquet            | Républicain              | Président du Conseil d'arrondissement, propriétaire à Saint-André                                           |
| 1910                                     | 1913    | Henri Noualhac              | Républicain progressiste | Propriétaire au Mazel, Notre-Dame-de-la-Rouvière                                                            |
| 1913                                     | 1937    | Paul Carrière (1880-1967)   | radical                  | Filateur au Pont de Peyregrosse, propriétaire à Saint-André                                                 |
| 1937                                     | 1940    | Bénoni Fesquet (1902-1992)  | radical                  | Agriculteur à Saint-André                                                                                   |
| 1940                                     |         |                             |                          | Les conseils d'arrondissement ont été suspendus par la loi du 12 octobre 1940 et n'ont jamais été réactivés |
| Les données manquantes sont à compléter. |         |                             |                          | |

### Conseillers généraux de 1833 à 2015
| Période      | Période          | Identité                                       | Étiquette                          | Qualité |
| ------------ | ---------------- | ---------------------------------------------- | ---------------------------------- | --- |
| 1833         | 1836 (démission) | Maurice Abric de Fenouillet (1797-1862)        |                                    | Avocat à Valleraugue |
| 1836         | 1840             | Louis Pierre Teissier du Cros                  |                                    | Filateur et négociant à Valleraugue |
| 1840         | 1870 (démission) | Adrien Angliviel de la Beaumelle.              |                                    | Propriétaire à Paris. Maire de Valleraugue Nommé juge de paix en 1870                                                                                      |
| 1871         | 1880             | Virgile Berthézène (1823-1881).                | Droite                             | Avocat Président du Tribunal civil de Florac puis Conseiller à la Cour de Nîmes.                                                                           |
| 1880         | 1888 (décès),    | François Perrier.                              | Républicain Indépendant            | Colonel puis général - Président du conseil général de 1883 à 1888                                                                                         |
| 8 avril 1888 | 1890 (décès)     | Frédéric Jules Perrier (1831-1890)             | Conservateur ou Républicain        | Médecin à Valleraugue |
| 1890         | 1898             | Léon Teissier du Cros. (1849-1907)             | Républicain                        | Industriel (filateur) à Valleraugue. |
| 1898         | 1913 (décès)     | Louis Perrier (1859-1913), fils de F.J.Perrier | Républicain progressiste puis Rad. | Médecin à Valleraugue, conseiller d'arrondissement |
| 1913         | 1920 (décès)     | Henri Noualhac.                                | Républicain progressiste           | Industriel au Mazel, Notre-Dame-de-la-Rouvière, conseiller d'arrondissement                                                                                |
| 1921         | 1940             | Charles Berthézenne.                           | PRS                                | Fabricant de chapeaux - Député (1924-1940). Maire de Valleraugue (1908-1942).                                                                              |
|              |                  |                                                |                                    | |
| 1942         | 1945             | Louis Cabassèdes                               |                                    | Maire de Valleraugue (1942-1944) Nommé conseiller départemental en 1942                                                                                    |
|              |                  |                                                |                                    | |
| 1945         | 1959             | Émile Volpellière                              | DVG                                | Ingénieur principal du service vicinal en retraite à Valleraugue.                                                                                          |
| 1959         | 2008             | Francis Cavalier-Bénézet                       | SFIO puis PS                       | Exploitant agricole - Sénateur (1992-1998). Maire de Valleraugue (1953-2001). Vice-président du conseil général.                                           |
| 2008         | 2015             | Thomas Vidal                                   | DVD                                | Conseiller municipal de Notre-Dame-de-la-Rouvière puis maire de Valleraugue. Vice-président de la communauté de communes du Pays de l'Aigoual depuis 2013. |

## Démographie
| 1962  | 1968  | 1975  | 1982  | 1990  | 1999  | 2006  | 2011  | 2012  |
| ----- | ----- | ----- | ----- | ----- | ----- | ----- | ----- | ----- |
| 2 261 | 2 092 | 1 962 | 1 952 | 2 010 | 1 919 | 2 059 | 2 112 | 2 106 |